# Stefan Haenni
Stefan Haenni (* 4. August 1958 in Thun) ist ein Schweizer Maler und Schriftsteller.

## Leben
Stefan Haenni wuchs zusammen mit drei Geschwistern als Burger von Strättligen in Thun auf. Er erwarb nach den obligatorischen Schulen am staatlichen Lehrer- und Lehrerinnenseminar Spiez das Primarlehrerdiplom. Anschliessend besuchte er die Schule für Gestaltung in Bern. Er wurde Lehrer am Gymnasium Thun und studierte danach an den Universitäten Bern und Freiburg i. Üe. Kunstgeschichte, Psychologie und Pädagogik. Sein Studium beendete er mit einer Doktorarbeit über das von Fritz Oser begründete Motilitätsmodell an der philosophisch-historischen Fakultät.
Haenni war Gründungsmitglied der Schweizer Künstlergruppe «Projekt Querschnitt», die von 1989 bis 1992 bestand. Während dieser Zeit entfaltete die Gruppe eine rege, europäische Ausstellungstätigkeit, die unter anderem auch in die damalige DDR und UdSSR führte. Zahlreiche Studienreisen in den Orient haben Haennis malerisches Werk ab 1990 massgeblich beeinflusst, nachdem er mit Unterstützung von Pro Helvetia und des eidgenössischen Departements für auswärtige Angelegenheiten (EDA) einen ersten Gastaufenthalt in Kairo verbrachte.
Seit 2009 betätigt sich Haenni zudem als Schriftsteller. Er schreibt und veröffentlicht Kriminalromane mit Lokalkolorit und historischen Bezügen sowie Krimi-Kurzgeschichten aus der Deutschschweiz. Er ist Mitglied im Krimi Schweiz – Verein für schweizerische Kriminalliteratur.
Haenni lebte in Bern und Oberhofen am Thunersee und kehrte schliesslich wieder in seine Geburtsstadt zurück.

## Werk

### Malerei
Haennis künstlerisches Schaffen, das 1978 seinen Anfang nahm, erstreckte sich in den 1980er Jahren auch auf die Porträtmalerei. So entstanden u. a. Bildnisse der Schriftsteller Nagib Machfus, Christoph Geiser und Walter Vogt, des Historikers Edgar Bonjour, der Künstlerin Meret Oppenheim sowie der Berner Rockband Züri West. Wichtig für Haennis künstlerischen Werdegang sind die stetige Auseinandersetzung mit den Werken von David Salle und Sigmar Polke sowie die persönlichen Begegnungen mit Meret Oppenheim 1982 bis 1985 in Bern und Not Vital ab 1989 in New York und der Schweiz. Haenni verbindet auf flächig angelegten Farbfeldern Motive in malerischen, zeichnerischen und collagierten Überlagerungen.
Das zentrale Thema der modernen Orientalistik fand Haenni nach einer Ägyptenreise 1990. Es entstanden in der Folge umfangreiche Werkgruppen wie die Bilder zum West-östlichen Divan von Goethe, die Serie der Monde Arabe und Lawrence of Arabia – die neuen Bilder zum alten Film.

«Haennis Bilder leben von der Zuneigung zur Welt des Orients, ohne dass sie ihre Verankerung in der westlichen Kultur verleugnen und sind so wichtige Boten der Völkerverständigung, wie sie kein anderer Schweizer Künstler in dieser Beharrlichkeit und gleichzeitigen Unbeschwertheit vorzuweisen hat.»

Bildnerische Arbeiten von Stefan Haenni befinden sich u. a. in der Sammlung des Kunstmuseums Thun der Kunstsammlung Steffisburg, des Schweizerischen Literaturarchives in Bern, des Staatsarchives des Kantons Basel-Stadt, des Berner Inselspitals, der UBS, der Berner Kantonalbank sowie in zahlreichen Privatsammlungen wie beispielsweise der Kunstsammlung Hans & Marlis Suter Steffisburg, dem Hotel Allegro im Kursaal Bern oder der Ernst & Young Bern.
Ab 2013 spielt das runde Format, der Tondo, in Haennis malerischem Werk eine bedeutende Rolle. Figürlich-gegenständliche Motive machen schrittweise der orientalischen Ornamentik Platz und führen schliesslich zu ungegenständlich-abstrakten Bildlösungen.

### Kriminalliteratur
Haenni verfasste fünf Kriminalromane um den Thuner Privatdetektiv Hanspeter Feller (Gmeiner-Verlag). Die drei ersten Romane Narrentod, Brahmsrösi und Scherbenhaufen bilden die Thuner Krimitrilogie, bei der der Hofnarr Karls des Kühnen als Fulehung, Johannes Brahms mit der Thuner Sonate oder Heinrich von Kleist mit dem Zerbrochnen Krug im Zentrum der Geschehen stehen. Der Kriminalroman Tellspielopfer handelt von einem Raubmord im Areal der Tellspiele Interlaken.

«Eigentlich ist bei den Tellspielen das Mordopfer bekannt. Aber in Stefan Haennis Krimi «Tellspielopfer» übertrifft die Realität das Geschehen auf der Freilichtbühne – und auch General Guisan hat einen Auftritt. (...) Und wie er (Privatdetektiv Feller) mit einem Diagramm die beiden Hauptverdächtigen in die Enge treibt, hat etwas von bürokratischer Genialität. (Alexander Suri)»

Der letzte Feller-Krimi Berner Bärendreck erzählt die Geschichte eines Berner Patriziers, der wegen eines Gemäldes von Ferdinand Hodler in Schwierigkeiten gerät.

«Das liest sich rasant und die vielen bekannten Orte in Thun und Bern vermitteln ein Gefühle von Vertrautheit. (Mirjam Comtesse)»

Zudem veröffentlichte Haenni 2021 mit Todlerone 24 kriminalistische Kurzgeschichten, die mehrheitlich im Berner Oberland verortet sind. Mit der Anthologie Zürihegel erweiterte er 2022 den mörderischen Radius ins Zürcher Oberland. Die Kurzgeschichten zeichnen sich oftmals durch ihren humoristisch-makabren Charakter aus, thematisieren neben blutigen Morden auch harmlosere Vergehen und spielen mehrheitlich in den Wintermonaten.
Im zeitgeschichtlichen Kriminalroman Eiffels Schuld (2023) schildert Haenni das grösste Eisenbahnunglück der Schweiz, das 1891 durch den Einsturz der von Gustave Eiffel konstruierten Eisenbahnbrücke bei Münchenstein verursacht wurde, und er erzählt die Geschichte einer Überlebenden, die durch die tragischen Ereignisse auf die Spur eines hinterhältigen Verbrechens stiess.

«Im historischen Roman Eiffels Schuld von Stefan Haenni sind auf überraschende Weise zwei Erzählstränge miteinander verwoben. (...) Der Roman bleibt bis zum Schluss spannend. Die zum Teil dramatischen Darstellungen konfrontieren einen unmittelbar mit einer Katastrophe, wobei das unterschiedliche Verhalten der involvierten Menschen differenziert dargestellt ist. (Bettina Hägeli)»

### Grafische Auftragsarbeiten
- Offizielle Sondermünze 2011 Berner Zibelemärit der Schweizerischen Nationalbank, (Swissmint). Bimetall, Nennwert CHF 10.-[15][16][17]
- Grafikblatt (Litho) 1991, für die Kunstgesellschaft Thun.
- Grafikblatt (Litho) 1995, für die Börse Basel.
- Grafikblatt (Mischtechnik) 2015 für die Thuner Kadetten.
- Buchillustrationen (Federzeichnungen) Strättligen, Louis Hänni, Schaer Verlag, Thun 1984/1997.
- Pin Drei Engel 1994, für Galerie Martin Krebs, Bern.
- Wandbild anderWand – anderLand, 1996, Bern.

### Druckgrafik 1976 bis 2008
Das druckgraphische Werk von Stefan Haenni entsteht während rund dreissig Jahren
parallel zu seiner Malerei und übernimmt dadurch eine begleitende Rolle. Oftmals stehen die
Grafiken in direkter motivischer Verwandtschaft zu den Tafelbildern.
In den Anfängen erprobt Haenni vor allem den Schnur-, Relief- und Linoldruck. Er
widmet sich mit herzförmigen Verflechtungen dem Thema der Irrungen und
Wirrungen der Liebe und gestaltet mit siebzehn Jahren den Entwurf seines Grabsteins.
Besonders die Linoldrucke lassen zu dieser Zeit einen expressiven Gestaltungswillen erkennen.
1978 wagt er auch erste Lithographien in schwungvoller Symbolik, die er
anschliessend in der Jahresausstellung der Berner Oberländer Künstler im
Kunstmuseums Thun ausstellt. Eine Reise nach Norwegen und die
Begegnung mit den Originalwerken von Edvard Munch hinterlassen sichtbare Spuren im Schaffen.
An der Schule für Gestaltung in Bern erlernt Haenni anfangs der 80er Jahre
die verschiedenen Techniken der Radierung (Kaltnadel, Aquatinta, Vernis Mou und
Aquatinta au sucre auch als Reservage bekannt). Es dominieren morbiden Motive wie das einer
Selbstverbrennung, einer endlos scheinende Flüchtlingskolonne oder einer
Enthauptung.
Ab den 90er Jahren gewinnen unter technischem Gesichtspunkt Siebdruck und Lithografie die Oberhand. Es
entstehen Blätter in Zusammenarbeit mit der Druckerei Casserini in Thun, später
auch mit den Druckern Richi Steffen in Langenthal, mit Ernst Hanke in Ringgenberg
oder Tom Blaess in Bern. Die Tristesse ist inzwischen aus dem Werk verschwunden. Das
lithografische Œuvre leuchtet mehrheitlich in kräftigen Farben wie bei den
Rosenbildern des „Rosariums Haenni“ von 2001 oder den warmtonigen
Orientmotiven von 2008. Dazwischen überraschen Siebdrucke in barock
anmutender Gestaltung, mit sinnlichen Porträts oder erotischen Motiven.

## Ausstellungen (Auswahl)

### Einzelausstellungen
- 1984: «Stefan Haenni», Galerie Wendeltreppe, Schloss Schadau, Thun
- 1988: «Vernissage ohne Bilder», Galerie am Kreis, Bern
- 1989: «People and Portraits», Swiss Institute Contemporary Art,[18] New York
- 1991: «Stefan Haenni», Mashrabia Gallery, Kairo
- 1997: «Neue Bilder aus Ägypten», Galerie Martin Krebs, Bern
- 2006: «Vom Niesen zu den Pyramiden», Galerie Martin Krebs, Bern
- 2008: «Orient und Okzident», Villa Schüpbach, Kunstsammlung Steffisburg
- 2013: «Dazzling, Neue Bilder und Tondos», Galerie Martin Krebs, Bern
- 2018: «Printemps oriental», Galerie Hodler, Thun

### Gruppenausstellungen
- 1979 und 1985: Weihnachtsausstellung, Kunstmuseum Thun
- 1989: «Auftakt» (Projekt Querschnitt), Dampfzentrale, Bern
- 1990: «Projekt Querschnitt», Kinomuseum Moskau
- 1991: «Querschnitt – Junge Kunst aus dem Kanton Bern». Kunsthalle Erfurt
- 1991: «Projekt Querschnitt», Freiraum Helmkestrasse, Hannover
- 1991: «Querschnitt – die Grafikmappe», Weisser Saal, Kunstmuseum Bern
- 1992: «Querschnitt ist tot – es lebe der Querschnitt», Kunstmuseum Thun
- 1995: «Mannsbilder – Frauenzimmer», Sylvie Fleury, David Hockney, Stefan Haenni u. a. Galerie Martin Krebs, Bern
- 1997: «Am Anfang war das Bild», Stefan Haenni, Ben Vautier, Manon (Künstlerin), Beat Zoderer u. a. Kunstmuseum Olten
- 1999: «Konnex Kairo», Stefan Haenni, Claude Sandoz, Not Vital u. a. Kunstmuseum Thun[19]
- 2015: «United Colors», Jim Avignon, Stefan Haenni, Teruko Yokoi, Shirana Shahbazi u. a. Galerie Martin Krebs, Bern

## Publikationen

### Kriminalromane
- Narrentod. Fellers erster Fall. Gmeiner, Messkirch 2009, ISBN 978-3-89977-799-4.
- Brahmsrösi. Fellers zweiter Fall. Gmeiner, Messkirch 2010, ISBN 978-3-8392-1036-9.
- Scherbenhaufen. Fellers dritter Fall. Gmeiner, Messkirch 2011, ISBN 978-3-8392-1193-9.[20]
- Berner Bärendreck. Fellers vierter Fall. Gmeiner, Messkirch 2019, ISBN 978-3-8392-2484-7.[21]
- Tellspielopfer. Fellers fünfter Fall. Gmeiner, Messkirch 2020, ISBN 978-3-8392-2594-3.[22][23][24]
- Eiffels Schuld – Das grösste Eisenbahnunglück der Schweiz. Gmeiner, Messkirch 2023, ISBN 978-3-8392-0477-1.

### Kurzgeschichten
- Mittun. In: P. Ott (Hrsg.): Zürich, Ausfahrt Mord. Gmeiner-Verlag, Messkirch 2011, ISBN 978-3-8392-1137-3.
- Fondue finale. In: T. Pütz (Hrsg.): Stollen, Schnee und Sensemann. Knaur, 2014, ISBN 978-3-426-51609-6.
- Im Schwebesarg. In: E. Modick (Hrsg.): Türchen, Tod und Tannenbaum. Knaur, 2015, ISBN 978-3-426-51815-1.
- Tod in Gstaad. In: I. Spanier (Hrsg.): Plätzchen, Punsch und Psychokiller. Knaur, 2016, ISBN 978-3-426-51962-2.
- Der feldgrüne Nikolaus. In: G. Frank (Hrsg.): Makronen, Mistel, Meuchelmord. Knaur, 2018, ISBN 978-3-426-52355-1.
- Lawinenwinter. In: M. Beck (Hrsg.): Rentier, Raubmord, Rauschgoldengel. Knaur, 2020, ISBN 978-3-426-52651-4.
- Todlerone. 24 Winterkrimis. Gmeiner, Messkirch 2020, ISBN 978-3-8392-2763-3.[25]
- Der Schöne aus Boskoop. In: P. Ott, B. Saladin (Hrsg.): MordsSchweiz. Gmeiner, Messkirch 2021, ISBN 978-3-8392-0061-2.
- Zürihegel – 20 Winterkrimis. Gmeiner, Messkirch 2022, ISBN 978-3-8392-0319-4.
- Das Weihnachtspaket. In: Miriam Kunz (Hrsg.): Mehr Mord im Chalet. Atlantis, Zürich 2023, ISBN 978-3-7152-5515-6.
- Ewiges Eis. In: Paul Ott, Barbara Saladin (Hrsg.): Müseli, Mord und Matterhorn. Gmeiner-Verlag, Meßkirch 2025, ISBN 978-3-8392-0894-6

### Kunstpädagogische Schriften
- Bildnerisches Gestalten als Nachahmung, Spiel und Traum. Berner Lehrmittel- und Medienverlag, 1999, ISBN 3-906721-29-9.
- Vom Abzeichnen zum Aufzeichnen. Psychologie des Zeichenakts. Peter Gaffuri, Bern 1995.
- Emotion und bildnerisches Gestalten im Unterricht. Peter Gaffuri, Bern 1996.
- Das Motilitätsmodell – Eine empirische Studie zum Kunstunterricht der Maturitätsschulen. Dissertation. Pädagogisches Institut der Universität Freiburg i. Üe., Freiburg 1995, OCLC 245642496.